# Peter Beard
Peter Beard, född 22 januari 1938 i New York, död mars/april 2020 nära Montauk, Long Island, New York, var en internationellt erkänd amerikansk fotograf, kanske mest känd för att fotografera natur och människor i Afrika. I fotoboken The End of the Game (1965) skildrade han bland annat hur tusentals noshörningar och elefanter dog av svält och stress i en kenyansk nationalpark. Han upptäckte också den sedermera världsberömda modellen Iman på en gata i Nairobi.
Peter Beards sista utställning ägde rum 2016, på ett galleri i East Hamptons i New York. Under sin livstid umgicks han med flera av samtidens stora namn, som Andy Warhol, Francis Bacon och Salvador Dali. Han lärde också känna Lee Radziwill och hennes syster Jackie Kennedy Onassis.
Beard spelade också en stor roll för den svenske dokumentärfilmaren Göran Hugo Olssons "Den sommaren" (2017), som blev ett nytt kapitel om kultfilmen "Grey Gardens" och Jackie Kennedys excentriska släktingar Big och Little Edie.